# إندر توماس
إندر توماس، مغنٍ وكاتب أغاني فنزويلي. كان المؤدي الصوتي الأميز في ألبوم "Yanni Voices" الذي أنتجته شركة ديزني بيرل إمبرنت للموسيقار العالمي ياني عام 2009.
يتميّز صوته بطبقة تينور (طبقة صوتية).
ولد إندر في فنزويلا.
قبل عمله مع الموسيقي يوناني ياني، كان إندر المؤدي الصوتي الرئيسي في فرقة سالسا في موطنه أما بالنسبة لمشروع «أصوات» فقد كان آخر المطربين الأربعة الذين أختيروا للأداء. وقد علّق ياني على ذلك بقوله «استغرق الأمر سنة ونصف للعثور على إندر. كنا نبحث عن مطرب لاتيني فريد من نوعه ذي صوتٍ ناري فريد، لقد استغرقنا وقتاً طويلاً للعثور عليه».

## أعماله
- أصوات ياني (ألبوم ياني) - الصوت الأميز
- ياني يقدم إندر توماس
- طقوس الحب
- تحت سماء نوفمبر
- همسات في الظلام
- أنت كل شيء بالنسبة لي
- العيش دون خوف
- حورية البحر
- تبقى معي
- الهند
- هذا الحب
- كما يجب أن تكون
- حتى أصل إليك
- بعيد جداً

## أغاني مفردة
- "Me fascinas" مع أ. ب. كوينتانيلا، أصدرت في حزيران، 2010
- "El Principe De La Paz"، أصدرت في كانون الأول، 2010
- "O Principe Da Paz"، أصدرت في كانون الأول، 2010
- "The Prince Of Peace"، أصدرت في كانون الأول، 2010
- "Puerto Cabello Te Quiero"، أصدرت في كانون الأول، 2011
- "Desejo"، أصدرت في كانون الأول، 2011
- "Vino"، أصدرت في كانون الأول، 2012

## روابط خارجية
- إندر توماس على موقع ماي سبيس
- صفحة إندر توماس على الفيسبوك  على فيسبوك.